# Salma de Nora
Pour les articles homonymes, voir Nora (homonymie).
Salma de Nora, née le 16 juin 1979, est une actrice pornographique espagnole qui a commencé sa carrière en décembre 2003.

## Prix et nominations
- 2006 FICEB Ninfa Prix - vainqueure – Most Original Sex Scene (Café Diablo) avec Max Cortés Et Dunia Montenegro[1]
- 2007 Eroticline Prix  - vainqueure – Successful Performing Businesswoman of the Year Europe[2],[3]
- 2008 FICEB Ninfa Prix  - vainqueure – Meilleure actrice espagnole (La Résolution)[4],[5]

## Filmographie partielle
- El desmadre de fin de año (2012)
- Le Don (2006)
- Teeny Exzesse (2003)